# (3943) Silbermann
(3943) Silbermann (1981 RG1) – planetoida z pasa głównego asteroid okrążająca Słońce w ciągu 3,43 lat w średniej odległości 2,27 j.a. Odkryta 3 września 1981 roku.